# ライトアップショッピングクラブ
株式会社ライトアップショッピングクラブ（LightUp Shopping Club Inc.）は、生活用品を扱う株式会社である。

## 概要
主に生活用品を扱うライトアップオンラインストアを運営している。朝日新聞社の傘下。

## 沿革
- 1971年、CBS・ソニーレコード株式会社（現：株式会社ソニー・ミュージックエンタテインメント）の100％出資により、港区六本木に音楽レコードの通信販売会社として株式会社CBS・ソニーファミリークラブを設立。
- 1994年、社名を「株式会社ソニー・ファミリークラブ」に変更し、本社を千代田区九段北に移転
- 2006年、スタイリングライフグループ[2]の一員となり、社名を株式会社ライトアップショッピングクラブに変更。
- 2012年、本社を新宿区北新宿に移転。
- 2024年、同年5月20日に朝日新聞社が買収[3]。
- 2025年、同年3月31日付けで朝日新聞社からECサイト「朝日新聞モール」の事業を譲受予定[4]。

## 直営店舗
LightUp/Zekoを4店舗アウトレットショップを2店舗展開している。